# FK 수체스카 닉시치
FK 수체스카 닉시치(FK Sutjeska Nikšić)는 닉시치를 연고로 하는 몬테네그로의 축구 클럽이다. 현재는 몬테네그로 1부 리그에 참가하고 있다. 축구 외에 농구, 배구, 육상, 사격, 유도, 권투, 테니스, 핸드볼(남자 핸드볼, 여자 핸드볼) 클럽도 운영한다.

## 성적
- 몬테네그로 1부 리그: 우승 4회 (2012–13, 2013-14, 2017-18, 2018-19)
- 몬테네그로 컵: 준우승 1회 (2006–07)

## 선수 명단

### 현역
참고: FIFA 자격 규정에 따라 소속된 국가대표팀 국기를 표시합니다. 선수는 복수의 FIFA 비회원국 국적을 가지고 있을 수 있습니다.
| 번호 | 포지션 | 국적 | 이름 |
| ---- | ------ | ---- | ---- |

| 번호 | 포지션 | 국적 | 이름 |
| ---- | ------ | ---- | ---- |

## 같이 보기
- 몬테네그로 1부 리그
- 닉시치